# فيليب ويبر
فيليب ويبر (بالألمانية: Philipp Weber)‏ (15 سبتمبر 1992 بشونهبك في ألمانيا - ) هو لاعب كرة يد ألماني في مركز ظهير ‏. لعب مع نادي ماغديبورغ لكرة اليد.

## وصلات خارجية
- فيليب ويبر على موقع الاتحاد الأوروبي لكرة اليد (الإنجليزية)
- فيليب ويبر على موقع أوليمبيديا (الإنجليزية)